# Begonia barkeri
Espèce
Synonymes
- Begonia brongniartiana Lem.[1]
- Begonia macrophylla var. concolor (Klotzsch) J.Door. ex F.A.Barkley & Golding[1]
- Begonia peponifolia Brongn. ex F.Cels[1]
- Gireoudia barkeri (Knowles & Westc.) Klotzsch[1]
- Gireoudia macrophylla Klotzsch[1]

Begonia barkeri est une espèce de plantes de la famille des Begoniaceae. Ce bégonia rhizomateux est originaire du Mexique.

## Description

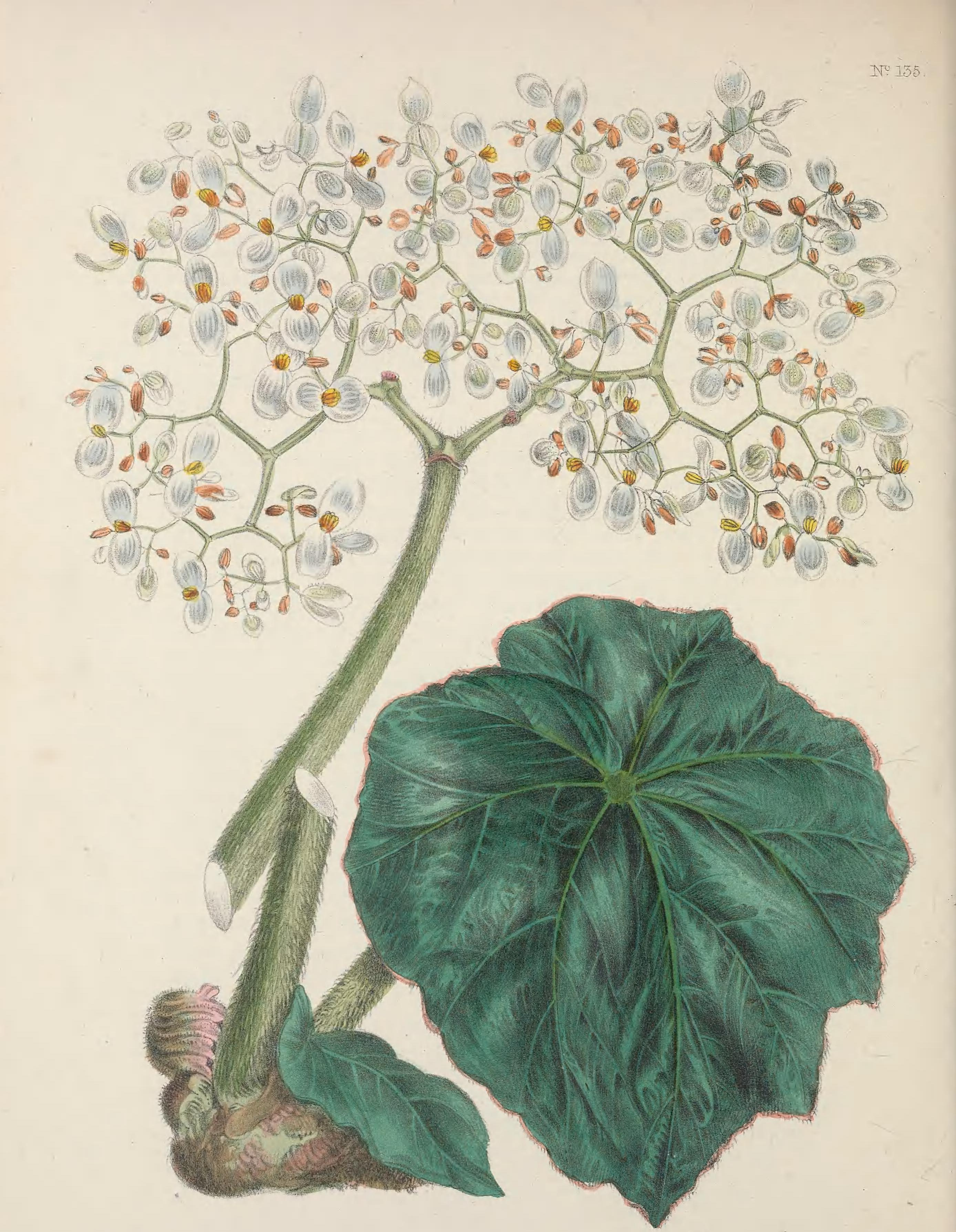
Planche botanique de 1840.

## Répartition géographique
Cette espèce est présente au Mexique dans l'Hidalgo, l'Etat de Puebla, le Quinatana Roo, le San Luis Potosí, le Tamaulipas et le Veracruz.

## Classification
Begonia abbottii fait partie de la section Gireoudia du genre Begonia, famille des Begoniaceae.
L'espèce a été décrite en 1840 par George Beauchamp Knowles (1790-1862) et Frederic Westcott (?-1861). L'épithète spécifique barkeri est un hommage à l'horticulteur britannique George Barker (en) (1776-1845).
Publication originale : (en) The Floral Cabinet and Magazine of Exotic Botany 3: 179–180, pl. 135. 1840.